# Gustave Alef
Gustave Alef (ur. 1922, zm. 1996) – amerykański historyk, badacz dziejów dawnej Rusi i wczesnonowożytnej Rosji. 

## Życiorys
Pochodził z Nowego Jorku. Był absolwentem Rutgers University i uczniem Petera Charanisa. Doktorat uzyskał w Princeton pod kierunkiem Cyrila Blacka. Był wykładowcą na Uniwersytecie w Oregonie. Stworzył tam znaczący ośrodek Russian Studies. 

## Wybrane publikacje
- Rulers in Fifteenth-Century Muscovy, London 1983.
- The Origins of Muscovite Autocracy. Age of Ivan III, Berlin 1986.